# Bibio scaber
Bibio scaber är en tvåvingeart som beskrevs av Edwards 1928. Bibio scaber ingår i släktet Bibio och familjen hårmyggor. Inga underarter finns listade i Catalogue of Life.